# Gulaphallus bikolanus
Gulaphallus bikolanus is een straalvinnige vissensoort uit de familie van de dwergaarvissen (Phallostethidae). De wetenschappelijke naam van de soort is voor het eerst geldig gepubliceerd in 1926 door Herre.